# Primer gótico inglés

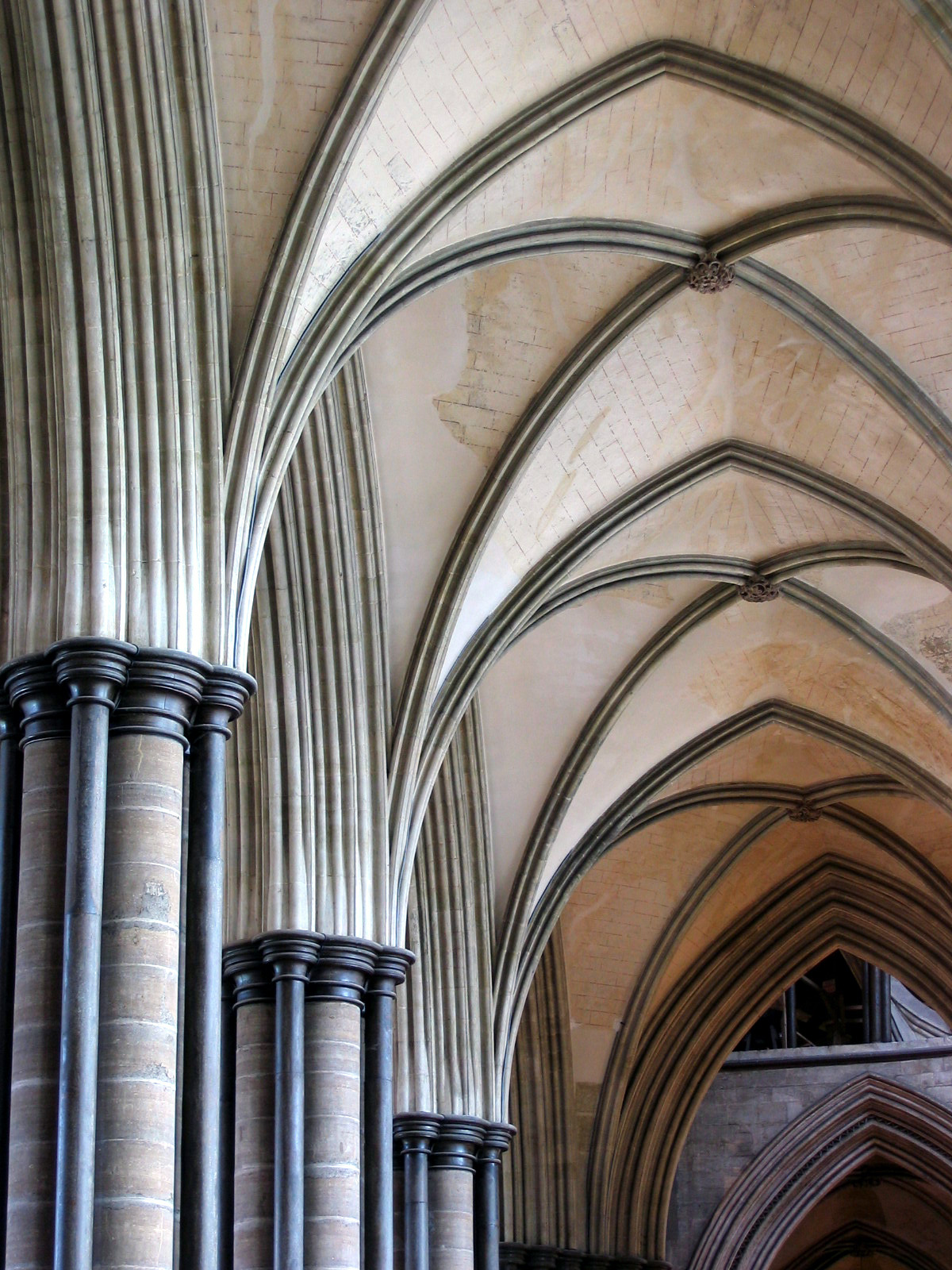
Interior de la catedral de Salisbury.

El primer gótico inglés o Early Style es la denominación que recibe el estilo que se formó con la entrada de la arquitectura gótica en el Reino de Inglaterra.

## El estilo gótico en Inglaterra
La designación de los estilos de la arquitectura gótica en Inglaterra sigue las denominaciones otorgadas por el anticuario Thomas Rickman, quien acuñó los términos en su obra "Attempt to Discriminate the Style of Architecture in England (1812−1815)". Según esta clasificación los periodos que se distinguen son:
- Primer Gótico inglés (Early English period).
- Gótico decorado o curvilineo (Decorated Gothic).
- Gótico perpendicular (Perpendicular Gothic).

Los historiadores a veces se refieren a los estilos como "períodos". Los diferentes estilos se muestran plenamente en la arquitectura de catedrales, iglesias abadía y colegiatas. Sin embargo, es una característica distintiva de las catedrales de Inglaterra que todas menos la de Salisbury, muestran gran diversidad estilística y periodos de construcción de más de 400 años.
El primer gótico de Inglaterra, transcurre desde finales del siglo XII hasta mediados del siglo XIII, de acuerdo con Sir Nikolaus Pevsner, de 1189 a 1307, de acuerdo con Thomas Rickman, que para definir el periodo toma el reinado de los monarcas ingleses de la época.
A finales del siglo XII este estilo sustituye al Románico o estilo normando (como es conocido en Inglaterra, por su asociación con la conquista normanda), y durante la última época del siglo XIII se transforma en el gótico decorado, que duraría hasta mediados del siglo XIV.

## Caracteres

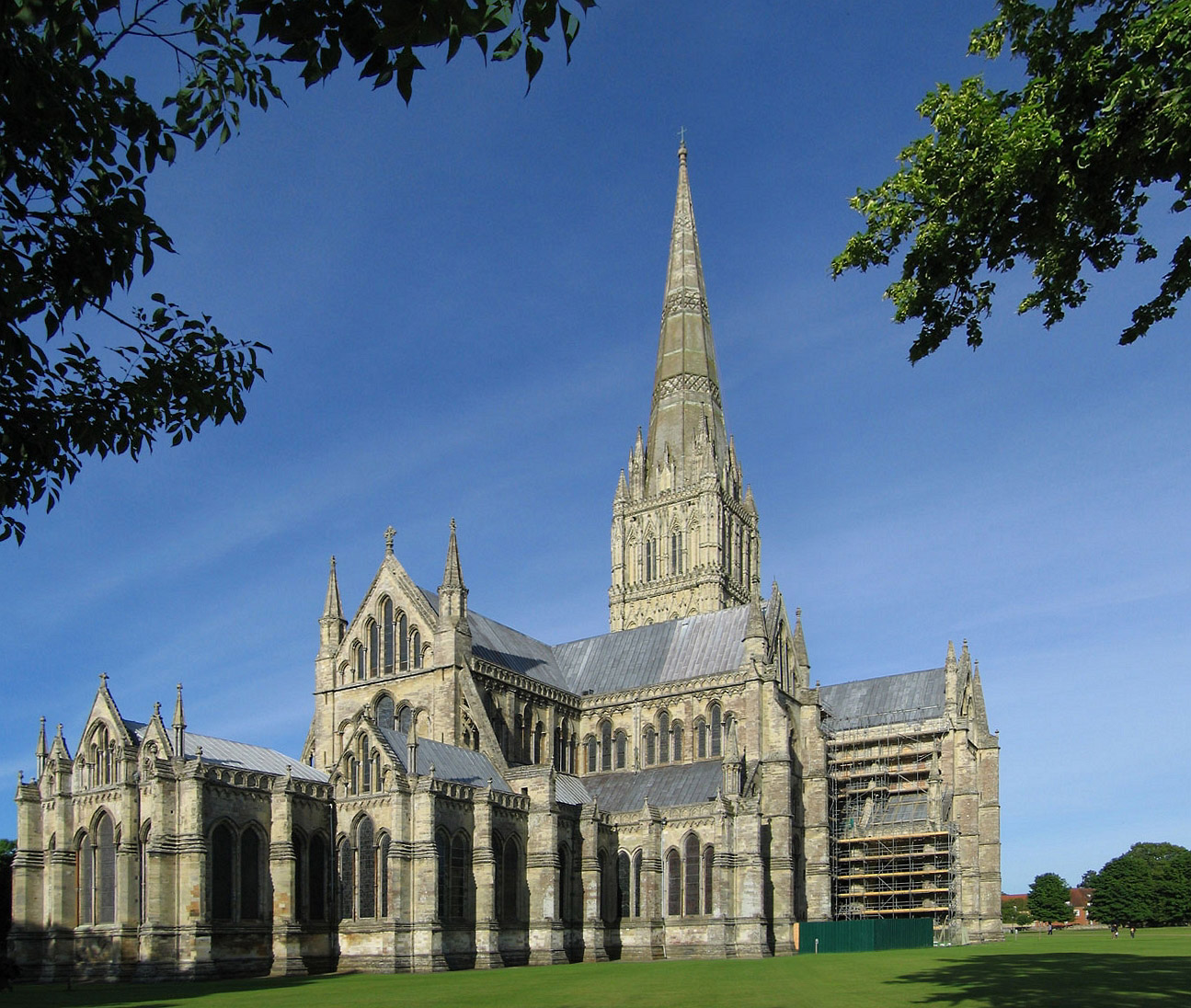
Catedral de Salisbury

La arquitectura primitiva inglesa es típica de muchas abadías cistercienses en Inglaterra y de Francia, como son la Abadía de Whitby y la de Rievaulx. La catedral de Salisbury, es el ejemplo más sobresaliente de este periodo, en buena medida porque su construcción se produjo en un periodo relativamente corto de tiempo entre el año 1200 y el 1275, por lo que no está mezclada con los estilos posteriores (Excepto en su fachada y su torre que datan del siglo XIV). Otros ejemplos se encuentran en la catedral de Ely; la nave y el transepto de la catedral de Wells (1225—1240); el frontal occidental de la catedral de Peterborough y el transepto de la Catedral de York.
La introducción de tracería calada en la abadía de Westminster produjo una espectacular evolución de estos elementos. Éste es más esbelto que el estilo anglonormando y sus contornos son más definidos.

## Elementos decorativos
Los ventanales y las arcadas decorativas son unidas corrientemente en grupos de dos o tres. Esta característica se observa en la catedral de Salisbury. En el transepto de la catedral de York se encuentra un grupo de ventanales conocida como las cinco hermanas. 
- Datos: Q578577
- Multimedia: Early English / Q578577